# 1976년 동계 올림픽 스웨덴 선수단
1976년 동계 올림픽 스웨덴 선수단은 오스트리아 인스브루크에서 개최된 1976년 동계 올림픽에 참가한 올림픽 스웨덴 선수단이다.

## 스피드 스케이팅
- 레낫 칼슨
- 실비아 플립슨
- 조안 그레나
- 올로프 그레나
- 앤 소피 야르츠롬
- 베른 잔슨
- 단 요한슨
- 외르얀 샌들러
- 매츠 월버그

## 참조
- 올림픽 공식 결과 보관됨 2012-02-04 - 웨이백 머신